# 角川裕明
角川 裕明（かくかわ ひろあき、1974年10月11日 - ）は、日本の俳優、歌手、ミュージカル映画監督。埼玉県さいたま市出身。ジャンクション所属。

## 来歴
早稲田大学法学部卒業。広告代理店勤務を経て俳優に転身。2012年に初監督作品となる「ユメのおと」がSKIPシティ国際Dシネマ映画祭短編部門にて最優秀作品賞を受賞、映画監督としてデビューした。

## 人物
身長178cm。特技は作詞・作曲、ブルースハープ。

## 主な出演作品

### 舞台
- レ・ミゼラブル（2003年） - クールフェラック役他
- レ・ミゼラブル（2005年） - コンブフェール役、工場長役
- ブルースな日々 Oh！神様（2006年） - 主役：竹之内役
- MAMA LOVES mambo IV（2006年） - カーリングコーチ役
- ファントム（2008年）
- The Musical AIDA（2009年） - ケペル役
- ファントム（2010年）
- MITSUKO 〜愛は国境を越えて〜（2011年）- スタイン役他
- それからのブンとフン（2013年） - 検事役、古典的コソ泥ブン役
- 陽なた presents 『emptyrecord -からっぽ-』（2014年） - 主役：尾瀬浩秋役
- オーシャンズ11（2014年） - フランク・カットン役
- ショーシャンクの空に（2014年） - ハープ吹きのバディ役
- エリザベート（2015年 - 2016年） - エルマー・バチャーニ役
- 煉󠄁獄に笑う（2017年） - 百地丹波役
- ミルコとカギロイの森（2017年） - ウルフ将軍役
- ウーマン・オブ・ザ・イヤー（2018年） - モーリー＆クリストファー役
- 17 AGAIN（2021年） - マーフィーコーチ・用務員役

### インターネット配信
- ミュージカル・ニッポン326（2016年 - 2019年） - メインパーソナリティ[5]
- MOOK STUDY ミュージカル（2019年） - メインパーソナリティ[6]

## 監督作品

### 映画作品
- ミュージカル短編映画作品 『ユメのおと』（2012年公開） - 「SKIPシティ国際Dシネマ映画祭2012」短編部門 最優秀作品賞 受賞
- ミュージカル短編作品『父親輪舞曲』（2013年公開）
- ミュージカルPV作品 『Sink Your Shot！』（2014年公開）
- ミュージカル長編映画作品『蝶 ～ラスト・レッスン～』（2015年公開）
- ミュージカル映像作品『参上！くのいち受付嬢！』（2015年公開）
- ミュージカル短編映画作品『MY☆ROAD MOVIE～チャリンコで自分探しの旅～』（2016年公開）
- ミュージカル短編映画作品『窓のかなた』（2017年公開）
- ミュージカル長編映画作品『とってもゴースト』（2019年公開）
- ミュージカル短編映画作品『 I Feel Precious !』（2020年公開）

### その他映像作品
- そごう川口店 26周年記念 オリジナルショートムービー『Musical 魔法の城のメグミちゃん』（2017年）
- ラグビーワールドカップ2019 神奈川県公式動画『HEAD FOR YOKOHAMA！KANAGAWA！』（2018年）
- ご当地川口市ショートシネマ『サファイアシティー』（2018年）